# إيفان تشيبارينوف
إيفان تشيبارينوف (بالبلغارية: Иван Чепаринов) (ولد في 26 نوفمبر 1986 في أزينوفغراد) لاعب شطرنج بلغاري يحمل لقب أستاذ كبير.
- فاز ببطولة بلغاريا للشطرنج ثلاث مرات عام 2004، 2005، 2012.

## الإنجازات
- تعلم الشطرنج في سن صغيرة، وتقدم بسرعة، وفاز ببطولة بلغاريا للشطرنج للشباب تحت 20 سنة في عام 2000.
- في أكتوبر 2006 فاز بالمركز الأول مشاركةً في دورة إيسنت في هوغيفين، وكذلك في دورة موريليا المفتوحة عام 2007.
- فاز بالمركز الأول مشاركةً في بطولة أوروبا الفردية للشطرنج في دريسدن 2007، مع ستة آخرين، لكن فلاديسلاف تكاتشييف فاز بمباراة تحديد الغالب.
- في يونيو 2009 ويونيو 2010 فاز بدورة روي لوبيز للشطرنج للأساتذة، وهي يشترك فيها اللاعبون بالدعوة.
- فاز بمهرجان جبل طارق للشطرنج عام 2014 .

## روابط خارجية
- إيفان تشيبارينوف على موقع الاتحاد الدولي للشطرنج (الإنجليزية)
- إيفان تشيبارينوف على موقع مباريات الشطرنج (الإنجليزية)
- إيفان تشيبارينوف على موقع 365Chess.com (الإنجليزية)
- إيفان تشيبارينوف على موقع Chesstempo.com (الإنجليزية)
- إيفان تشيبارينوف سجل أولمبياد الشطرنج على موقع OlimpBase.org (الإنجليزية)